# Reserva índia Winnebago
La reserva índia Winnebago de la Tribu Winnebago de Nebraska està situada al comtat de Thurston (Nebraska). Les oficines del consell tribal es troben a la vila de Winnebago. Les viles d'Emerson, al sud de First Street, i Thurston, estan també situades a la reserva. La reserva es troba al nord del comtat de Thurston (Nebraska), així com al sud-est del de Dixon i el comtat de Woodbury (Iowa), i una petita porció fora de la terra de la reserva al sud de Craig Township el comtat de Burt (Nebraska). L'altra tribu winnebago reconeguda federalment és la Nació Ho-Chunk de Wisconsin, la reserva de la qual es troba a aquest estat

## Història
Establida per una Llei del Congrés del 21 de febrer de 1863, la reserva fou reafirmada per un tractat el 8 de març de 1865 i una llei del 22 de juny de 1874. La terra va ser traspassada per la tribu omaha el 31 de juliol de 1874. Uns 106.040,82 acres (429,13 km²) foren parcel·lades a 1.200 indis; 480 acres (1,9 km²) foren reservats a l'agència, etc.; el restant, uns 1.710,80 acres (6,92 km²), no està parcel·lada.

## Desenvolupament econòmic
En 1992 la tribu reconeguda federalment establí el Casino WinnaVegas per generar ingressos i crear ocupació. El seu consell ja havia legalitzat la venda d'alcohol a la reserva, per tal de mantenir els ingressos dels impostos sobre vendes i despeses associades que els seus habitants havien pagat anteriorment a través de comerciants de fora de les reserves per a l'Estat. Ara també regula directament les vendes i pot proporcionar el tractament de les persones i famílies afectades per l'alcoholisme. A partir de 2007, el 63% de les tribus reconegudes pel govern federal en els 48 estats més baixos havien legalitzat les vendes d'alcohol per raons similars.
En 1994, basat en una visió de creixement a llarg termini, la tribu va fundar Ho-Chunk, Inc, la seva corporació de desenvolupament econòmic, que ha contribuït a aportar nous recursos a la reserva. Començà amb un empleat i ha crescut fins a 1.400 empleats que operen en 10 estats i cinc països estrangers. Els seus ingressos han aportat per al desenvolupament en 1995 de Col·legi Tribal Little Priest; així com una nova escola de la comunitat, un hospital i un fort programa de construcció d'habitatges de més d'1 milió de dòlars, amb el desenvolupament de Ho-Chunk Village.
L'augment de la seva economia ha permès a la tribu millorar la qualitat de vida a la reserva, com Lance Morgan, el director general de la corporació, va discutir en un fòrum a la Universitat de Bellevue d'Omaha (Nebraska) el 2 d'abril de 2010. Ho-Chunk, Inc. ha adquirit beneficis per a petites empreses, i s'ha iniciat un programa de construcció d'habitatges forts en col·laboració amb els programes federals. Els seus líders van ser presentats a Native American Entrepreneurs, que fou transmès en 2009 a la PBS. Ho-Chunk, Inc. opera 26 filials en àrees com la informàtica, la construcció, la contractació del govern, l'energia verda, el comerç minorista, la distribució majorista, el màrqueting, mitjans de comunicació i el transport.